# Odon (Indiana)
Odon es un pueblo ubicado en el condado de Daviess en el estado estadounidense de Indiana. En el Censo de 2010 tenía una población de 1354 habitantes y una densidad poblacional de 542,87 personas por km².

## Geografía
Odon se encuentra ubicado en las coordenadas 38°50′32″N 86°59′19″O / 38.84222, -86.98861. Según la Oficina del Censo de los Estados Unidos, Odon tiene una superficie total de 2.49 km², de la cual 2.47 km² corresponden a tierra firme y (0.93%) 0.02 km² es agua.

## Demografía
Según el censo de 2010, había 1354 personas residiendo en Odon. La densidad de población era de 542,87 hab./km². De los 1354 habitantes, Odon estaba compuesto por el 98.3% blancos, el 0% eran afroamericanos, el 0.59% eran amerindios, el 0.3% eran asiáticos, el 0% eran isleños del Pacífico, el 0% eran de otras razas y el 0.81% pertenecían a dos o más razas. Del total de la población el 0.3% eran hispanos o latinos de cualquier raza.